# The Best of Oficina G3
The Best of Oficina G3 é um álbum de grandes êxitos da banda de rock cristão Oficina G3, lançada em 2000 pela gravadora Gospel Records. As canções do disco provém de todos os trabalhos da banda lançados pela gravadora.

## Contexto
Em 1999, o Oficina G3 estava sendo sondado pela gravadora MK Music por intermédio do ex-vocalista Túlio Régis. O músico disse, em entrevista, que a banda era o nome mais importante do casting da Gospel Records, e que o contrato que os mantinha era limitante. A banda decidiu fechar com a MK, o que fez com que os músicos perdessem os direitos autorais dos álbuns lançados pela Gospel Records. E, com base no mesmo catálogo, a gravadora decidiu produzir, no mesmo período de O Tempo (2000), uma coletânea de sucessos.

## Lançamento e recepção
| Críticas profissionais | Críticas profissionais |
| Avaliações da crítica  | Avaliações da crítica  |
| Fonte                  | Avaliação              |
| ---------------------- | ---------------------- |
| O Propagador           | [ 2 ]                  |

The Best of Oficina G3 foi lançado em 2000 pela gravadora Gospel Records. O guia discográfico do O Propagador atribuiu uma cotação de 5 de 5 estrelas para a coletânea, com a justificativa de que "Como o título define, The Best of Oficina G3 é um excelente Greatest Hits do grupo, abrangendo todas as músicas de destaque em todos os álbuns da Oficina G3 lançados pela Gospel Records".

## Faixas
1. "Naves Imperiais"
2. "Mais Que Vencedores"
3. "Deus Eterno"
4. "Razão"
5. "Magia Alguma"
6. "Indiferença"
7. "Autor da Vida"
8. "Quem"
9. "Cante"
10. "Davi"
11. "Pirou"